# Ape teritoriale

Zonele maritime conform dreptului internațional al mării. Linia de bază este marcată cu o linie punctată.

Apele teritoriale (denumite și mare teritorială), reprezintă fâșia de mare de o anumită lățime care se întinde de-a lungul țărmului sau a apelor maritime interioare ale unui stat, și asupra căreia respectivul stat își exercită deplina suveranitate. Începe de la linia mareei înalte maxime (linia de bază), iar pentru statele cu coastă foarte crestată, de la liniile de bază care unesc extremitățile capurilor terestre ale insulelor sau stîncilor din imediata apropiere a coastei.

## Regim internațional
Regimul apelor teritoriale/mării teritoriale este guvernat de principiile de drept internațional, enunțate de Comisia de drept internațional a ONU, Conferința de codificare de la Haga din 1930 și Conferințele asupra dreptului mării de la Geneva din 1958 și 1960.

## Lățimi diferite
În practica statelor, lățimea apelor teritoriale/mării teritoriale variază în general între 3 și 12 Mm (mile marine) și este adoptată unilateral de statele riverane, spre a corespunde securității și intereselor lor economice. Astfel, SUA și Anglia au adoptat 3 Mm; țările scandinave, Finlanda și Islanda 4 Mm; Italia, Spania, Grecia, India, ex-Iugoslavia și alte câteva state, 6 Mm; Indonezia, România și alte state, 12 Mm. Unele state, în special din America Latină au adoptat o lățime a apelor teritoriale/mării teritoriale cu mult mai mare de 12 Mm.

## Regim aplicat (legi)
Conform dreptului internațional, apele teritoriale/marea teritorială cu solul, subsolul și spațiul de deasupra sa reprezintă o parte a teritoriului statului riveran și este supusă legilor, regulamentelor și jurisdicției acestuia. În virtutea suveranității sale, statul riveran are dreptul să ia, în interiorul apelor teritoriale, orice măsuri privind: apărarea securității sale; exploatarea bogățiilor naturale ale apelor, solului și subsolului; exercitarea controlului vamal, sanitar și de frontieră; reglementarea salvărilor și scoaterea epavelor și, în anumite condiții, exercitarea jurisdicției penale. Toate aceste drepturi se exercită însă fără a se stingheri trecerea inofensivă a navelor comerciale străine, adică trecerea făcută cu respectarea legilor și regulamentelor statului riveran și a normelor dreptului internațional enunțate în Convenția de la Geneva din 1958. Oprirea sau ancorarea navelor străine în apele teritoriale este permisă numai în condițiile obișnuite ale navigației comerciale și în cazuri de pericol. Navele de război nu au drept de trecere inofensivă prin apele teritoriale ale altor state decât cu autorizarea prealabilă a acestora.